# Stefan Kryczyński
Stefan Samojłowicz Kryczyński (ur. 20 stycznia 1874 w Kaskiewiczach, Rejon oszmiański, zm. 9 sierpnia 1923) – polski i rosyjski architekt epoki eklektycznej. 

## Życiorys
Pochodził z muzułmańskiej rodziny polskich Tatarów, jego ojcem był generał dywizji Samuel Kryczyński, matka Zuzanna Talkowska (Tolska) była Polką z Wilna. Ukończył gimnazjum w Wilnie, a następnie studiował w Instytucie Inżynierów Cywilnych im. Mikołaja I w Petersburgu. Naukę ukończył w 1897, od 1899 pracował jako główny architekt Zarządzie Wpływów Nieopodatkowanych, a od 1900 w departamencie straży granicznej Rosji. Dużo podróżował, zapoznawał się z architekturą Włoch, Niemiec, Francji, Szwecji i Finlandii, odwiedził centralne i północne prowincje rosyjskie. W 1907 zaprojektował teatr w Tbilisi. W latach 1916–1917 badał możliwości budowy ośrodków miejskich na Kubaniu i na wybrzeżu Morza Czarnego. W 1917 stanął na czele Komitetu Technicznego Ministerstwa Oświaty Narodowej. Od 1918 do 1920 był profesorem architektury w Kubańskim Instytucie Politechnicznym, od 1921 wykładał na macierzystej uczelni w Petersburgu, od 1920 kierował Wydziałem Architektoniczno-Budowlanym w tym mieście. Zmarł w 1923, został pochowany na Literackich mostkach Cmentarza Wołkowskiego. 

## Dorobek architektoniczny
Stefan Samojłowicz Kryczyński należał do grona najważniejszych petersburskich architektów, projektował w nurcie neoklasycystycznym i tzw. neorosyjskim. Stworzył ponad sto projektów architektonicznych, zrealizowano z nich dwadzieścia cztery m.in.
- Budowa stadniny koni w majątku A.E. Woroncowa-Daszkowa, 1906;
- Budynek Instytutu Doświadczalnej Medycyny Weterynaryjnej, 1908;
- Zespół Oddzielnego Korpusu Straży Granicznej. Główny budynek z cerkwią pw. św. Mikołaja Cudotwórcy, 1913 - 1914;
- Dom Handlowy Gwardyjskiego Towarzystwoa Gospodarczego, 1908 - 1910, realizacja pod nadzorem E.F. Virricha;
- Meczet w Petersburgu, 1910, zaprojektowany przez N.V. Wasiljewa z udziałem A.I. Gauguina;
- Sobór Fiodorowskiej Ikony Matki Bożej w Petersburgu, 1911 - 1914;
- Pałacyk malarza P.E. Szczerbowa (Gatczyna) 1910 - 1911;
- Pałac E.A. Woroncowa-Daszkowa, 1912 - 1915;
- Dom emira Buchary, 1913;
- Fiodorowskie miasteczko w Carskim Siole (Puszkin), 1913 - 1917 wraz z W.A. Pokrowskim;
- Dom Ludowy i Teatr Newskiego Towarzystwa Organizacji Trzeźwości Ludowej;
- Cerkiew św. Mikołaja z Myrry, 1913 - 1915, rozebrana w 1932;
- Budynek Cesarskiego-Prawosławnego Towarzystwa Palestyńskiego, 1916;
- Kompleks budynków miejskiego szpitala dziecięcego (od lat dwudziestych XX wieku - Instytut Macierzyństwa i Niemowląt, obecnie Państwowa Akademia Pediatryczna w Petersburgu), 1916 r.
- Renowacja i rozbudowa budynków ambasady niemieckiej, świątyni buddyjskiej i budynku byłej ambasady Szwecji w Petersburgu, 1922.